# False Prophets
Die False Prophets waren eine Punkband aus New York, die in den 1980er-Jahren wirkte und einen signifikanten Einfluss auf die aufkommende Hardcore-Szene der Region hatte.

## Geschichte
Die False Prophets wurden im Juni 1980 in New York gegründet. Auslöser war eine von Steven Wishnia aufgegebene Anzeige im Wochenblatt Village Voice, auf die Stephan Ielpi und Peter Campbell antworteten. Erster Schlagzeuger wurde Ielpis Cousin Matt Superty. In der Gründungsphase wechselte der Bandname mehrmals, so nannten sich die Mitglieder Glass Asylum, Severed Vains, Charred Remains und Dyslexic Prophets, bevor sich der Name False Prophets etablierte. Einen Namen in der sich gründenden Hardcoreszene machte sich die Band durch regelmäßige Auftritte im A7 im East Village. In ihren frühen Jahren wurde die Band auch durch die auffällige Erscheinung ihres Sängers Ielpi wahrgenommen, der unter anderem eine Art Schnurrbart trug, der ausschließlich aus zwei Zöpfen unter den Nasenlöchern bestand, die laut Spin-Magazin wie „zwei verkrustete Stalaktiten“ aussahen. 1981 und 1982 veröffentlichte die Band zwei Singles auf dem zu diesem Zweck von ihnen selbst gegründeten Label Worn Out Records; wie vielen Bands des New York Hardcore fehlte ihnen das Geld für die Aufnahme eines kompletten Albums. Ebenfalls 1982 war die Band mit zwei Titeln auf dem stilbildenden Sampler New York Thrash vertreten. Im gleichen Jahr verließ der erste Schlagzeuger Superty die Band und wurde durch Patrick Blank (ex-The Undead) ersetzt. Mitte der 1980er-Jahre verschaffte Jello Biafra, bekennender Fan der False Prophets, ihnen einen Plattenvertrag mit dem von ihm mitgegründeten Label Alternative Tentacles. Das erste, selbstbetitelte und bereits 1984 aufgenommene Album erschien zu einem ungünstigen Zeitpunkt; gegen Biafra und die Dead Kennedys wurde seit April 1986 wegen „Verbreitung schädlichen Materials an Minderjährige“ („distributing harmful material to minors“) ermittelt, und die Ermittlungen und der folgende Prozess zogen sich bis Dezember hin, so dass Biafra und Alternative Tentacles dem Album wenig Aufmerksamkeit schenkten. Noch 1986 verließ Campbell die Band, um eigene musikalische Wege zu gehen. Ersatz fand sich in Form von George Tabb und Debra Adele DeSalvo, so dass die Band fortan mit zwei Gitarristen arbeitete. Das zweite Prophets-Album Implosion wurde 1987 von Giorgio Gomelsky produziert. Im gleichen Jahr verließen Wishnia und der aktuelle Schlagzeuger Ned Brewster nach Differenzen mit Ielpi während einer vWestküsten-Tournee die Band. Ielpi und DeSalvo führten die Band mit neuen Mitstreitern noch bis 1993 fort und veröffentlichten eine EP, bevor sich die False Prophets endgültig trennten. 2002 reformierte sich die Band für ein Konzert im New Yorker CBGB’s anlässlich einer Feier zum 20. Jahrestag der Veröffentlichung von New York Thrash.
Gitarristin DeSalvo ist hauptberuflich als Musikjournalistin tätig, hat ein Standardwerk über Bluesmusik veröffentlicht und schreibt für Rolling Stone und Huffington Post. Steven Wishnia war zeitweilig Autor für die High Times und hat zwei Romane sowie ein Sachbuch über Cannabis veröffentlicht. George Tabb brachte in den 1990er-Jahren mit der von ihm gegründeten Punkband Furious George zwei Alben sowie eine EP auf Lookout Records heraus, schreibt für das Fanzine Maximumrocknroll und hat drei Romane veröffentlicht. Wishnia und Tabb gründeten nach ihrem Ausstieg bei den Prophets die Band Iron Prostrate. Sänger Ielpi lebt mittlerweile in San Francisco. Patrick Blanck verstarb 2001 bei einem Autounfall in der Dominikanischen Republik.

## Stil und Rezeption
Die False Prophets verstanden sich als politische Band und wurden von den Medien auch so wahrgenommen; insbesondere wurde ihnen eine Nähe zum Libertarismus nachgesagt. Ein Wahrzeichen ihrer Liveauftritte waren langwierige, beim Publikum mitunter wenig beliebte politische Ansprachen. Auch optisch setzte sich die Band vom NYHC-Klischee der kahlgeschorenen, Jeans und T-Shirt tragenden Machos ab und zeigte sich eher dem Punk verhaftet. Dadurch polarisierten die Prophets; während einerseits ihre Kreativität und Unangepasstheit geachtet und Vergleiche zur britischen Crustcore-Band Crass gezogen wurden, wurden sie von anderen Besuchern und Teilnehmern von Hardcore-Konzerten teils offen abgelehnt. Paul „H.R.“ Hudson von den Bad Brains bewarf beispielsweise während eines Prophets-Livesets Stephan Ielpi mit einer Mülltonne, aus dem Lager von Agnostic Front wurden sie als „nutzlose linke Hippies“ stilisiert. Rob Kabula (Cause for Alarm) bezeichnete die Prophets als „die Dead Kennedys des NYHC“. Zeit ihrer Existenz machte die Band viele Besetzungswechsel durch, was die Ausprägung eines klaren Stils erschwerte. Das Spin-Magazin verortete sie in einer Schnittmenge aus Hardcore, Metal und Pop und wertete, die Band sei „zu anstößig, um politisch korrekt zu sein, und zu politisch korrekt, um Trend-Junkies zu sein“. Die Musik der Band bezeichnete Spin-Autor Charles M. Young als „eigenständige, vom Punk beeinflusste Synthese aus Wildheit, Launigkeit, Effekthascherei und vielseitigen Arrangements“; dem 1987er-Album Implosion bescheinigte er darüber hinaus ein „angenehmes, allumfassendes 1968-Feeling“. Das Blog Vinyl Journey urteilte über die Live-Performance von Sänger Ielpi, sie „vermittelte einem ein Bild davon, wie eine Versammlung der Kommunistischen Partei in einem kambodschanischen Irrenhaus aussehen“ würde. Das Blog bezeichnete die Band zwar als der Hardcoreszene zugehörig, hob aber die gelegentliche Verwendung von Klavier und Synthesizer in der Musik der Prophets hervor und attestierte ihr eine Nähe zu klassischem britischem Punk, aber auch zu Alice Cooper und den Kinks.
Die Band selbst sah laut Ex-Bassist Wishnia ihre Inspiration sowohl in der Musik von Hardcore-Bands der ersten Generation wie Heart Attack, den Undead oder Reagan Youth als auch in der Musik von britischen Post-Punk-Bands wie Joy Division, Public Image oder Gang of Four.

## Diskografie
- 1986: False Prophets (Alternative Tentacles)
- 1987: Implosion (Alternative Tentacles)
- 1990: Invisible People (EP, Konkurrel)
- 2000: Blind Roaches and Fat Vultures: Phantasmagoric Beasts of the Reagan Era (Kompilation, Alternative Tentacles)